# Норвежский Хельсинкский комитет
Норвежский Хельсинкский комитет был создан в 1977 году. Основывает свою деятельность на Хельсинкских соглашениях, которые были подписаны более чем 35 европейскими и североамериканскими государствами на Совещании по безопасности и сотрудничеству в Европе в 1975 году. В соглашениях говорится, что уважение прав человека — это основной фактор в развитии мира и понимании между государствами.
Это неправительственная некоммерческая организация, которая следит за соответствием положениям о правах человека ОБСЕ со всеми подписавшимися странами СБСЕ. Поддерживает инициативы по усилению демократии и гражданского общества. В последние несколько лет деятельность была сфокусирована на появившихся демократиях Центральной и Восточной Европы и бывшего СССР. Комитет работает вне зависимости от государственной идеологии и политических позиций. Сконцентрирован на выявлении нарушений Хельсинкских соглашений, документов СБСЕ и других международных договоров по правам человека. Политически независим.
В июле 2025 года комитет был объявлен «нежелательной организацией» в России.

## Сферы деятельности

### Мониторинг соблюдения прав человека
Через наблюдение и доклады по проблемам прав человека в отдельных странах, Комитет выявляет нарушения или недостатки в соблюдении прав человека. Основные моменты: права меньшинств, свобода прессы и развитие демократических институтов. Пишет отчеты и статьи, которые нацелены на правительства, международные организации и другие влиятельные лица. Также распространяет информацию через различные СМИ. Делает вклад в создание давления на государства, которые не уважают права человека.

### Наблюдение за выборами
Свободные и честные выборы исключительно важны в развивающихся демократиях. Они также выявляют приверженность к соблюдению других прав человека в процессе создания хорошо функционирующего и здорового общества. Важно, чтобы выборы базировались на международных и национальных правилах, так чтобы избранные были легитимны. Намеревается усилить и развить демократические институты в странах, нуждающихся в этом.

### Информация и образование
Важные аспекты в работе Комитета. Для того, чтобы влиять на общественное мнение и правительство, участвует в общественных дебатах. Через тематические доклады, пресс-релизы и открытые письма, через интернет, годовые отчеты, Журнал о правах человека и информационные письма ассоциации работает над привлечением внимания к специальным событиям и постановкой вопроса о правах человека на первый план. В последние несколько лет усилила внимание к образованию по правам человека. Организуя школы по правам человека, курсы, лекции и семинары так же, как и создавая и распространяя нужные ресурсы обучения, нацелена на увеличение общего знания и мотивации институтов и отдельных людей к работе по улучшению ситуации с соблюдением прав человека.

### Международные процессы
Участвует в нескольких международных процессах, которые связаны с вопросами по правам человека. Самые важные — это комиссия ООН по правам человека, Генеральная Ассамблея ООН. Также имеет контакты напрямую с правительствами государств. Целью является влиять на правительства и международные организации, чтобы сделать права человека приоритетом.

### Поддержка демократии
С помощью прямой поддержки, такой как передача знаний и финансовой помощи, комитет поддерживает независимые организации, институты и СМИ в созданных демократиях. Хорошо функционирующее гражданское общество является условием для развития демократии.